# Destinee Hooker
Pour les articles homonymes, voir Hooker.
Destinee Hooker est une joueuse de volley-ball américaine née le 7 septembre 1987 à Francfort-sur-le-Main (Allemagne). Elle mesure 1,92 m et joue au poste d'attaquante. Elle totalise 65 sélections en équipe des États-Unis. Elle est la sœur cadette de la sprinteuse Marshevet Myers.

## Biographie
Avec l'équipe des États-Unis de volley-ball féminin, elle est médaillée d'argent olympique en 2012 à Londres.

## Clubs
| Club               | De        | À         |
| ------------------ | --------- | --------- |
| Longhorns du Texas | 2006-2007 | 2008-2009 |
| GS Galtex Seoul    | 2009-2010 | 2009-2010 |
| Pinkin de Corozal  | 2010-2010 | 2010-2010 |
| Robursport Pesaro  | 2010-2011 | 2010-2011 |
| Osasco VC          | 2011-2012 | 2011-2012 |
| Dinamo Krasnodar   | 2012-2013 | 2012-2013 |
| Criollas de Caguas | avr 2014  | mai 2014  |
| IBK Altos          | 2014-2015 | 2014-2015 |
| Minas TC           | 2016-2017 | 2017-2018 |

## Palmarès

### Équipe nationale
- Jeux olympiques
  -  2012 à Londres.
- Grand Prix Mondial (2)
  - Vainqueur : 2010, 2011.
- Championnat d'Amérique du Nord
  - Vainqueur : 2011.

### Clubs
- Championnat de Porto Rico
  - Vainqueur : 2010.
- Supercoupe d'Italie
  - Vainqueur : 2010.
- Championnat du Brésil
  - Vainqueur : 2012.
- Challenge Cup
  - Vainqueur : 2013.
- Coupe de Corée du Sud
  - Vainqueur : 2015.
- Championnat de Corée du Sud
  - Vainqueur : 2015.
- Coupe du Brésil
  - Finaliste : 2017.

### Distinctions individuelles
- Grand Prix Mondial de volley-ball 2011: MVP.
- Coupe du monde de volley-ball féminin 2011: Meilleur attaquante.
- Jeux olympiques d'été de 2012: Meilleure attaquante.